# Bellucia subrotundifolia
Bellucia subrotundifolia är en tvåhjärtbladig växtart som beskrevs av John Julius Wurdack. Bellucia subrotundifolia ingår i släktet Bellucia och familjen Melastomataceae.
Artens utbredningsområde är Franska Guyana. Inga underarter finns listade i Catalogue of Life.